# Neochorema dictynnum
Neochorema dictynnum är en nattsländeart som beskrevs av Schmid 1957. Neochorema dictynnum ingår i släktet Neochorema och familjen Hydrobiosidae. Inga underarter finns listade i Catalogue of Life.